# 아르고나우티카

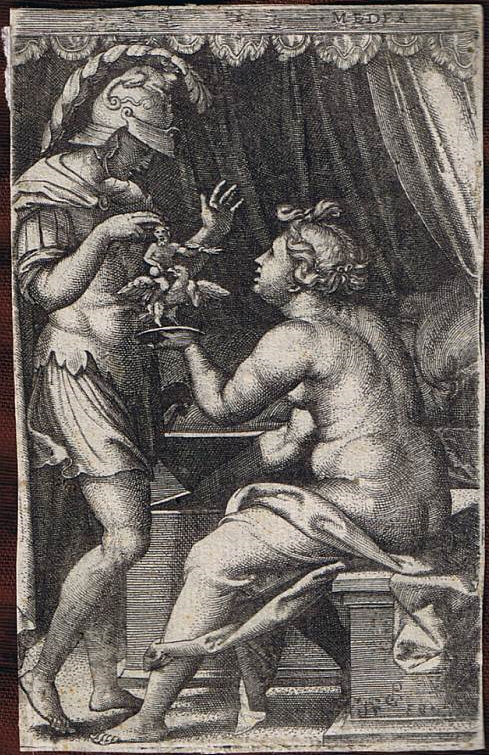

아르고나우티카(Ἀργοναυτικά)는 아폴로니오스 작 아르고나우타이의 영웅전기를 바탕으로 한 서사시로서 전4권이다. 2개의 판이 전해지고 있는데 양자 사이에 중요한 차는 없다. 이 작품은 개별적으로는 생생한 묘사와 날카로운 관찰 등 취할 바가 있으나 전체로 볼 때 구성에 긴밀성이 결여되어 있고 낭만적이며 고증 취미가 다분히 엿보인다. 로마 시대 때 베르길리우스 등 많은 추종자를 낳았다.